# 日本刺絡学会
日本刺絡学会（にほんしらくがっかい、NIHON SHIRAKU GAKKAI）とは、1987年の福島事件を機に、全国刺絡問題懇話会準備委員会（1988年～1991年）を前身とし、全国刺絡問題懇話会（1992年～1993年）を経て、1994年の総会にて日本刺絡学会へと改称した。

## 概要
- 古代中国や日本の刺絡を研究対象としており、日本で唯一の刺絡学会である。1991年から機関誌「刺絡」を発行している。また、一部書店でも日本刺絡学会が編集した「刺絡鍼法マニュアル」（緑書房、1996年4月発行）、「中国刺絡鍼法」（東洋学術出版社、1999年5月発行）が購入可能である。
- 内容的には刺絡に対する啓蒙活動や衛生知識、技術の普及・習得を目的としている。医師しか行えない瀉血と混同されるが、瀉血と全く違うので、はり師がこれを行っても問題ではない。
- 毎年、開催される学術大会には、刺絡がいまだにはり師が行えないという誤解が生じているため、考えさせられる内容も多い。講習会も東京と大阪の2都市で開催されている。

## 学会誌
- 年1回、機関誌「刺絡」を刊行している。

## 認定鍼灸師
基礎講習会（東京、大阪）を修了していない鍼灸師や医師や基礎講習会修了を5年以上経過した者を対象とした講習会で、臨床における刺絡の正しい治療法を習得することが目的である。

## 入会
- 鍼灸師または医師